# Phu nhân Macbeth ở quận Mtsensk
Phu nhân Macbeth ở quận Mtsensk (tiếng Nga: Леди Макбет Мценского уезда) là một cuốn tiểu thuyết diễm tình của nhà văn Nikolai Leskov, ra đời năm 1864.
Nikolai Leskov bắt đầu viết Phu nhân Macbeth ở quận Mtsensk vào mùa thu năm 1864 và tháng 1 năm 1865 lần đầu đăng trên Tạp chí Kỷ nguyên.

## Nội dung

### Nhân vật
- Katerina Izmaylova

## Chuyển thể
Cuốn tiểu thuyết đã nhiều lần được dàn dựng trong các hình thức nghệ thuật khác nhau, như: Hội họa, âm nhạc, sân khấu, điện ảnh...

### Sân khấu
- 1930: Phu nhân Macbeth ở quận Mtsensk (opera, Dmitry Shostakovich)
- 1956: Kịch của Lazary Petreyko
- 1970: Kịch của A.Wiener
- 1970: Ánh sáng của tôi, Katerina (nhạc kịch, G.Bodykin)

### Điện ảnh
- 1926: Phu nhân Macbeth ở quận Mtsensk (phim, 1926)
- 1962: Phu nhân Macbeth ở Siberia (phim, 1962)
- 1966: Katerina Ismaylova (phim, 1966)
- 1989: Phu nhân Macbeth ở quận Mtsensk (phim, 1989)